# Journalistik
Die Journalistik ist die Wissenschaft, die sich mit den Akteuren, Strukturen und Leistungen des Journalismus befasst. Sie analysiert den Journalismus auf der Basis von Journalismustheorien. Die Journalistik ist damit ein Teilgebiet der Kommunikations- und Medienwissenschaft, geht jedoch durch ihren Bezug zu den Kulturwissenschaften darüber hinaus.
Journalistik ist von der Journalismusforschung zu unterscheiden, wobei es Überschneidungen beider Gebiete gibt. Journalismusforschung ist die Spezialisierung in der Kommunikatorforschung auf Journalismus in Abgrenzung zu (1) PR und PR-Forschung und (2) Inhalte in Kunst und zur Unterhaltungsforschung. Die Kommunikatorforschung wiederum ist, neben Inhaltsanalyse, Medienstrukturen, Nutzungsforschung und Wirkungsforschung, ein Teilgebiet der Kommunikationswissenschaft. Journalistik (auch Journalistikwissenschaft, Journalismus oder Journalismuswissenschaft) hingegen ist die Spezialisierung in der Kommunikationswissenschaft auf den Journalismus in Abgrenzung zu (1) PR und PR-Wissenschaft und (2) Inhalte in Kunst. Sie beinhaltet also alle Teilgebiete der Kommunikationswissenschaft (die Kommunikatorforschung Journalismusforschung, Inhaltsanalyse, Medienstrukturen, Nutzungsforschung und Wirkungsforschung), befasst sich aber auch mit Fragen der Journalismusausbildung oder Veränderungen des Berufs.

## Journalismuswissenschaft
Das besondere Ziel der Journalistik besteht in der Integration von Wissenschaft und Praxis. Die Journalismuswissenschaft ist sowohl grundlagenorientiert als auch anwendungsbezogen. Das Studium umfasst daher meist auch die regelmäßige Mitarbeit der Studierenden in Lehrredaktionen aus den Bereichen Print, Online, Hörfunk und Fernsehen. Das Journalistik-Studium unterscheidet sich durch die theoretischen Aspekte aber von der reinen Praxisausbildung im Volontariat und an Journalistenschulen, in der im Wesentlichen nur die gängigen „handwerklichen“ Regeln vermittelt werden.
Zu den Arbeitsgebieten der Journalistik gehören u. a.:
- die geschichtliche Entwicklung des Journalismus (siehe: Mediengeschichte)
- die juristischen Rechte und Grenzen des Journalismus (Medienrecht und Pressefreiheit)
- die strukturellen Vorgaben seitens des Gesetzgebers an den Journalismus (siehe: Binnenpluralität und Außenpluralität)
- die wirtschaftlichen Aspekte des Journalismus, wie etwa die Medienkonzentration
- die ethischen Regeln des Journalismus (siehe: Pressekodex)
- die journalistische Arbeitsweise (siehe: Journalismus und Wissenschaft)
- die journalistischen Darstellungsformen, ihre Struktur und Entwicklung
- Besonderheiten des Journalismus in den verschiedenen Medien (Presse, Hörfunk, Fernsehen, Internet)
- die Wirkungen des Journalismus, z. B. auf die öffentliche Meinung (siehe dazu auch: Agenda-Setting)
- die normative Beschreibung der Rolle des Journalismus in der Gesellschaft („Vierte Gewalt“)
- der Vergleich der internationalen Ausprägungen des Journalismus (siehe: Mediensystem)
- der Einfluss des Web 2.0, beispielsweise durch Twitter oder YouTube

Viele dieser Fragestellungen werden auch auf anderen Gebieten der Kommunikationswissenschaft behandelt. Da jedoch nicht alle Inhalte der Massenmedien journalistisch sind, kann Journalistik von anderen Bereichen der Kommunikationswissenschaft abgetrennt werden, die Aspekte wie fiktionale oder unterhaltende Inhalte (zum Beispiel Fernsehserien, Unterhaltungsshows) erforschen.
Seit 2018 gibt es eine deutschsprachige Online-Zeitschrift zu dieser Wissenschaft: "Journalistik – Zeitschrift für Journalismusforschung".
Journalistik-Studiengänge sind an den Universitäten Dortmund, Eichstätt, Gießen, Hamburg, Leipzig und Mainz angesiedelt. Darüber hinaus kann das Fach an einer Reihe von Fachhochschulen studiert werden. In der DDR existierte mit der Sektion Journalistik an der Karl-Marx-Universität Leipzig ein Studiengang, der direkt dem ZK der SED unterstellt war.